# Dannemarie-sur-Crète
Dannemarie-sur-Crète är en kommun i departementet Doubs i regionen Bourgogne-Franche-Comté i östra Frankrike. Kommunen ligger i kantonen Audeux som tillhör arrondissementet Besançon. År 2022 hade Dannemarie-sur-Crète 1 503 invånare.

## Befolkningsutveckling
Antalet invånare i kommunen Dannemarie-sur-Crète
Referens:INSEE